# کلمبوس (مینه‌سوتا)
کلمبوس، مینه‌سوتا (به انگلیسی: Columbus, Minnesota) یک شهر در ایالات متحده آمریکا است که در مینه‌سوتا واقع شده‌است.

## خصوصیات
کلمبوس ۱۲۳٫۷۰ کیلومترمربع مساحت و ۳٬۹۱۴ نفر جمعیت دارد و ۲۷۹ متر بالاتر از سطح دریا واقع شده‌است.